# 会いたかった
「会いたかった」（あいたかった）は、日本の女性アイドルグループ・AKB48の楽曲。楽曲は秋元康により作詞、ソングライターグループのBOUNCEBACKにより作曲されている。2006年10月25日にAKB48のメジャー・デビューシングルとしてデフスターレコーズから発売された。楽曲のセンターポジションは前田敦子が務めた。

## 背景とリリース
『会いたかった』の発売以前に、AKB48はインディーズレーベルから『桜の花びらたち』『スカート、ひらり』の2作品を発売していたが、本作でメジャーデビューを果たした。2006年8月20日にAKB48劇場で開催されたチームA公演で、劇場支配人の戸賀崎智信によりメジャーデビューが発表され、観客には公演終了後に号外も配布された。「会いたかった」は『チームA 2nd Stage「会いたかった」』で使用されている楽曲をシングルカットしたものである。
インディーズの2作は、AKB48チームAのメンバーのみ参加していた。そのため本作もチームAメンバーのみの参加とすることを考えていたが、あとから加入したチームKメンバーにとってのデビュー作にもしようとした。しかし両チームの合計人数が37名と多く「CDジャケットにそんなにいっぱい載せられないと思った」という理由により、メンバーの一部の20名のみを楽曲に参加させる「選抜メンバー」制度を導入した。その後のリリース作品では全員参加のものを除き同様の制度が適用された（「AKB48のグループ構成#シングル選抜」参照）。
『会いたかった』のシングルCDは、初回生産限定盤と通常盤の2種類がリリースされた。両者ともCDの収録内容は同一で、初回生産限定盤のみDVDが付属している。また、通常盤は初回プレス限定でピクチャーレーベルが採用された。CDのカップリング曲には、本楽曲と同じく『チームA 2nd Stage「会いたかった」』の楽曲である「だけど…」が収録されている。CDなどに印字されている「会いたかった」の文字は小野恵令奈による。

## チャート成績
『会いたかった』のシングルCDは、オリコン週間シングルチャートで最高順位12位を記録。その後60週チャートインするロングセラー作品となった。

## ミュージック・ビデオ
「会いたかった」のミュージック・ビデオ（MV）は久保茂昭が監督を務めた。ロケーション撮影は千葉県館山市周辺で行われ、駅のシーンは東日本旅客鉄道（JR東日本）内房線の那古船形駅で撮影された。また、歌唱シーンの舞台となったのは東京湾に突出した同市洲崎、房総半島最西端の場所にある洲埼灯台である。ストーリー性のある内容で、主役は前田敦子。
MVで使用された衣装は、制服ファッションブランド「CandySugar」（株式会社よつばテーラー）の協力により制作された。この衣装はAKB48グループ衣装責任者兼クリエイティブ・ディレクター（2017年現在）の茅野しのぶが初めてデザインを手がけたものである。
- ミュージック・ビデオの撮影が行われた内房線那古船形駅（2006年11月、MV撮影後に塗装し直しされている）
- ミュージック・ビデオのダンスシーンの撮影が行われた洲埼灯台

## ライブ・パフォーマンス
「会いたかった」は2007年12月31日放送の『第58回NHK紅白歌合戦』で歌唱された。また、2010年12月24日放送の『ミュージックステーションスーパーライブ2010』でも披露されている。

## メディアでの使用
「会いたかった」は以下のメディアで使用されている。
- TBS『ランク王国』テーマソング
- MBSテレビ『ベリータ』エンディングテーマ
- 日本テレビ『AKB1じ59ふん!』・『AKB0じ59ふん!』・『AKBINGO!』オープニング・テーマ
- エイチ・アイ・エスCMソング（替え歌）

## シングル収録トラック
「初回生産限定盤」と「通常盤」の2種類が存在するが、収録トラックは同一である。
| #  | タイトル                         | 作詞   | 作曲       | 編曲               |
| -- | -------------------------------- | ------ | ---------- | ------------------ |
| 1. | 「会いたかった」                 | 秋元康 | BOUNCEBACK | 田口智則・稲留春雄 |
| 2. | 「だけど…」                      | 秋元康 | 太田美知彦 | 藤田哲也           |
| 3. | 「会いたかった（Instrumental）」 |        | BOUNCEBACK | 田口智則・稲留春雄 |
| 4. | 「だけど…（Instrumental）」      |        | 太田美知彦 | 藤田哲也           |

| #  | タイトル                                       | 作詞 | 作曲・編曲 |
| -- | ---------------------------------------------- | ---- | ---------- |
| 1. | 「会いたかった 〜Full Version〜」              |      |            |
| 2. | 「AKB48 History 〜メジャーデビューへの軌跡〜」 |      |            |

## 選抜メンバー
- 秋元才加
- 板野友美
- 梅田彩佳
- 大江朝美
- 大島麻衣
- 大島優子
- 小野恵令奈
- 河西智美
- 小嶋陽菜
- 小林香菜
- 篠田麻里子
- 高橋みなみ
- 戸島花
- 中西里菜
- 成田梨紗
- 野呂佳代
- 前田敦子
- 松原夏海
- 峯岸みなみ
- 宮澤佐江

## 収録アルバム
- SET LIST〜グレイテストソングス 2006-2007〜
- 0と1の間

## カバー・アレンジ
「会いたかった」は、秋元康プロデュースの「雀」によってカバーされている。このカバーはデビューシングル「鶯谷チョンボ」のカップリング曲として収録されている。また、楽曲は女性アイドルグループのアイドリング!!!から選ばれたメンバーである遠藤舞、外岡えりか、谷澤恵里香、横山ルリカ、酒井瞳、朝日奈央、菊地亜美、三宅ひとみによりカバーされている。このバージョンはAKB48とアイドリング!!!のコラボレーションユニット「AKBアイドリング!!!」のデビューシングル「チューしようぜ!」のカップリング曲として収録されている。AKB48の日本国外の姉妹グループでもカバーされており、JKT48ではシングル『Flying Get』のカップリングとして収録され、BNK48（後述）およびMNL48（後述）においてはデビューシングルの表題曲に採用された。
AKB48・SKE48・SDN48のメンバーで結成されたユニット・チームZの『びっくりぱちんこ 銭形平次 with チームZ オリジナル・サウンドトラック』には「会いたかった 〜お江戸 Ver.〜」（編曲：野中“まさ”雄一）が収録されている。
「会いたかった」の歌詞・振り付けをそのままに曲調をマイナーロックアレンジしたものとして「会いたかったかもしれない」という楽曲がある。これはAKB48の「公式ライバル」として結成された女性アイドルグループである乃木坂46による楽曲であり、グループのデビューシングル『ぐるぐるカーテン』にカップリング曲として収録されている。

### BNK48によるカバー
AKB48の姉妹グループであるBNK48は、本楽曲を「Aitakatta (อยากจะได้พบเธอ)」というタイトルでカバーし、グループのデビューシングルとして2017年8月8日に発売された。
歌詞は「会いたかった」の部分（一部除く）以外は、秋元の詞をタイ語に翻訳・訳詞したものとなっている。楽曲のセンターポジションはミュージックが務めた。
カップリングでは「大声ダイヤモンド」と「365日の紙飛行機」のカバーが収録されている。
本作は、有名アーティストでもCDの平均販売枚数が2,000から5,000枚のタイで、13,500枚を売り上げた。

#### 収録曲 (BNK48)
| #  | タイトル                                                               | 作詞                                                                | 作曲               | 編曲               |
| -- | ---------------------------------------------------------------------- | ------------------------------------------------------------------- | ------------------ | ------------------ |
| 1. | 「Aitakatta (อยากจะได้พบเธอ)」                                          | 秋元康、Nattapon Srijomkwan（訳詞）、Pongchuk Pissathanporn（訳詞） | BOUNCEBACK         | 田口智則、稲留春雄 |
| 2. | 「Oogoe Diamond (ก็ชอบให้รู้ว่าชอบ)」                                       | 秋元康、Tanupop Notayanont（訳詞）                                  | 井上ヨシマサ       | 井上ヨシマサ       |
| 3. | 「365 nichi no kami hikouki (365 วันกับเครื่องบินกระดาษ)」                  | 秋元康、Tanupop Notayanont（訳詞）                                  | 角野寿和、青葉紘季 | 清水哲平           |
| 4. | 「Aitakatta (อยากจะได้พบเธอ)」                                          |                                                                     | BOUNCEBACK         | 田口智則、稲留春雄 |
| 5. | 「Oogoe Diamond (ก็ชอบให้รู้ว่าชอบ) (off vocal ver.)」                      |                                                                     | 井上ヨシマサ       | 井上ヨシマサ       |
| 6. | 「365 nichi no kami hikouki (365 วันกับเครื่องบินกระดาษ) (off vocal ver.)」 |                                                                     | 角野寿和、青葉紘季 | 清水哲平           |

#### 選抜メンバー（BNK48）
カップリング曲の歌唱メンバーも下記と同一である。
- チャープラン
- キャン
- ジャー
- ジャン
- ジェニス
- ゲーウ
- カイムック
- 大久保美織
- ミュージック
- ナムホム
- ナムヌン
- ヌイ
- オーン
- パン
- さっちゃん
- ターワン

### MNL48によるカバー
AKB48の姉妹グループであるMNL48は、本楽曲を「Aitakatta - Gustong Makita」というタイトルでカバーし、グループのデビューシングルとして、2018年に発売された。
歌詞は「会いたかった」の部分（一部除く）以外は、タガログ語に翻訳・訳詞したものとなっている。選抜メンバーは第1期生オーディションの総選挙における上位16名が選出されており、センターポジションは同総選挙で1位となった「センターガール」のシェキが務めた。
カップリングでは「桜の花びらたち」と「スカート、ひらり」のタガログ語バージョンが収録されている。

#### 収録曲（MNL48）
| #  | タイトル                                      | 作詞   | 作曲       | 編曲               |
| -- | --------------------------------------------- | ------ | ---------- | ------------------ |
| 1. | 「Aitakatta - Gustong Makita」                | 秋元康 | BOUNCEBACK | 田口智則、稲留春雄 |
| 2. | 「Talulot ng Sakura」                         | 秋元康 | 上杉洋史   | 樫原伸彦           |
| 3. | 「Umiindak na Saya」(Team L)                  | 秋元康 | 岡田実音   | 梅堀淳             |
| 4. | 「Aitakatta - Gustong Makita (Instrumental)」 |        | BOUNCEBACK | 田口智則、稲留春雄 |
| 5. | 「Talulot ng Sakura (Instrumental)」          |        | 上杉洋史   | 樫原伸彦           |
| 6. | 「Umiindak na Saya (Instrumental)」           |        | 岡田実音   | 梅堀淳             |

#### 選抜メンバー（MNL48）
かっこ内は『MNL48 第1回選抜総選挙』における順位。
- アビー（2位）
- アリス（6位）
- アリッサ（17位）
- アッシュ（9位）
- エラ（8位）
- エリカ（18位）
- フェイス（13位）
- ギャブ（10位）
- グレース（15位）
- ジェム（11位）
- ララ（14位）
- クインシー（16位）
- サヤカ（12位）
- セラ（3位）
- シェキ（1位）
- ティン（4位）